# جويوان
جويوان (بالصينية: 固原市 )‏ هي مدينة على مستوى محافظة، في جمهورية الصين الشعبية، تتبع نينغشيا، تبلغ مساحتها 14,421 كيلومتر مربع، رمزها البريدي هو 756000.

## مدن توأم
المدن التوأم:
- كالينينغراد.

## التقسيمات الإدارية
- Yuanzhou, Guyuan [الإنجليزية]‏
- Xiji County [الإنجليزية]‏
- Longde County [الإنجليزية]‏
- Jingyuan County, Ningxia [الإنجليزية]‏
- Pengyang County [الإنجليزية]‏.